# När min tid och stund kommen är
När min tid och stund kommen är är en psalm inför döden av Nikolaus Herman Wenn mein Stündlein vorhanden ist. Herman har som förlaga den latinska Cum mortis hora me vocat. Vem som står för den svenska översättningen är okänt. I sin svenska version har psalmen sju tilldiktade verser, inalles tolv verser, medan den på tyska, danska och latin, endast har fem.
Psalmen inleds 1695 med orden:
När min tijd och stund kommen är
At jagh skall hädan fara
Psalmen har i 1697 års koralbok en egen melodi av okänt ursprung. 

## Publicerad i
- Göteborgspsalmboken 1650 under rubriken "Om Döden och Domen".[1]
- 1695 års psalmbok som nr 370 under rubriken "Suckan i Dödsångest"
- 1996 Luthersk psalmbok som nr 812 med titelraden "När nu min stund för handen är" (5 verser)